# Сент-Астье (Дордонь)
Сент-Астье́ (фр. Saint-Astier) — коммуна во Франции, находится в регионе Аквитания. Департамент — Дордонь. Административный центр кантона Сент-Астье. Округ коммуны — Перигё.
Код INSEE коммуны — 24372.

## География

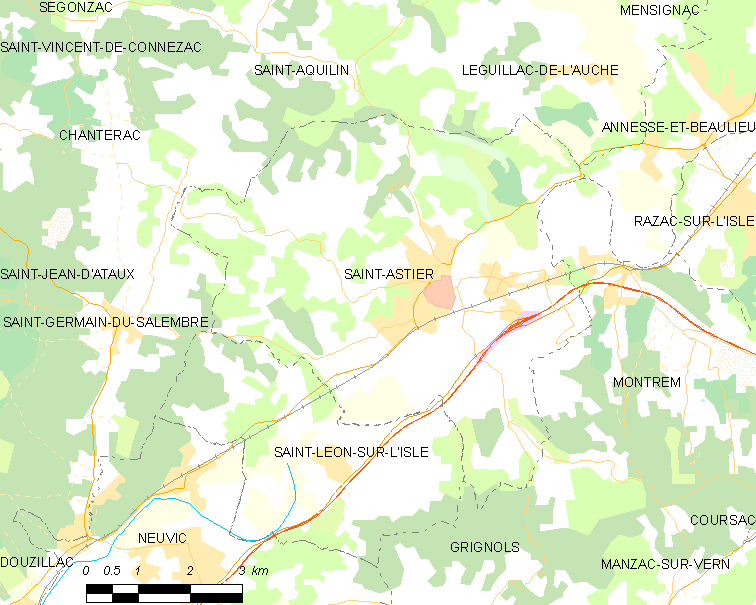
Карта коммуны

Коммуна расположена приблизительно в 440 км к югу от Парижа, в 95 км восточнее Бордо, в 16 км к западу от Перигё.
По территории коммуны протекает река Иль.

### Климат
Климат умеренный океанический со средним уровнем осадков, которые выпадают преимущественно зимой. Лето здесь долгое и тёплое, однако также довольно влажное, здесь не бывает регулярных периодов летней засухи. Средняя температура января — 5 °C, июля — 18 °C. Изредка вследствие стечения неблагоприятных погодных условий может наблюдаться непродолжительная засуха или случаются поздние заморозки. Климат меняется очень часто, как в течение сезона, так и год от года.

## Население
Население коммуны на 2010 год составляло 5469 человек.
| 1962 | 1968 | 1975 | 1982 | 1990 | 1999 | 2010 |
| ---- | ---- | ---- | ---- | ---- | ---- | ---- |
| 4256 | 4052 | 4093 | 4416 | 4780 | 5091 | 5469 |

## Администрация
| Период | Период | Фамилия           | Партия                  | Примечания                                 |
| ------ | ------ | ----------------- | ----------------------- | ------------------------------------------ |
| 1945   | 1947   | Морис Лоран       |                         |                                            |
| 1947   | 1948   | Обен Лакор        |                         |                                            |
| 1948   | 1952   | Морис Кребе       |                         |                                            |
| 1952   | 1953   | Пьер Астари       |                         |                                            |
| 1953   | 1956   | Леопольд Дельбари |                         |                                            |
| 1956   | 1959   | Луи Гишар         |                         |                                            |
| 1959   | 1977   | Реймон Дюпюи      |                         |                                            |
| 1977   | 2014   | Жак Монмарсон     | Социалистическая партия | вице-президент генерального совета кантона |
| 2014   | 2020   | Элизабет Марти    | Разные правые           | генеральный советник департамента (с 2015) |

## Экономика
В 2010 году среди 3152 человек трудоспособного возраста (15-64 лет) 2123 были экономически активными, 1029 — неактивными (показатель активности — 67,4 %, в 1999 году было 67,3 %). Из 2123 активных жителей работали 1880 человек (991 мужчина и 889 женщин), безработных было 243 (105 мужчин и 138 женщин). Среди 1029 неактивных 232 человека были учениками или студентами, 418 — пенсионерами, 379 были неактивными по другим причинам.

## Фотогалерея

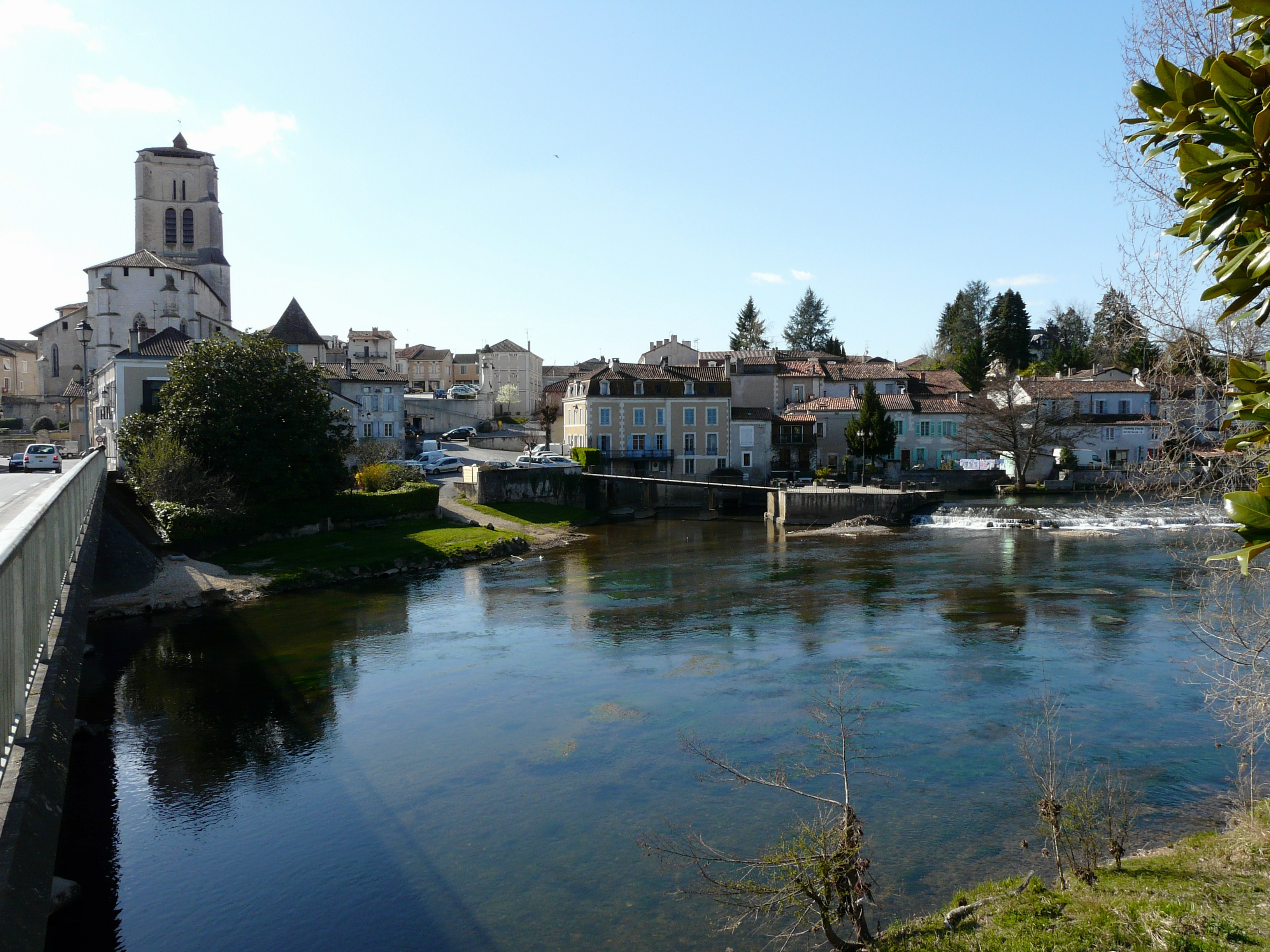
Сент-Астье и река Иль
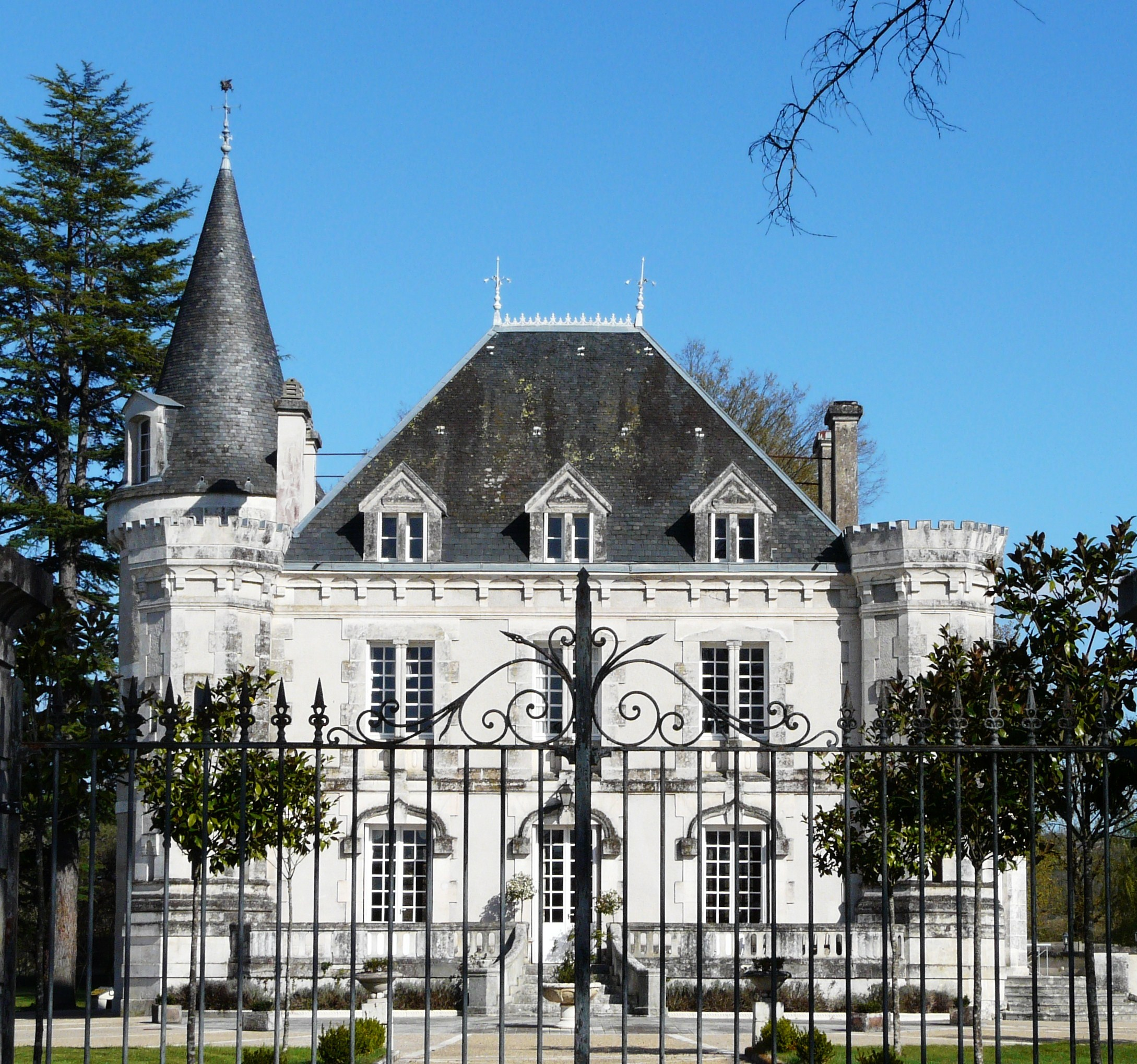
Замок Брюневаль
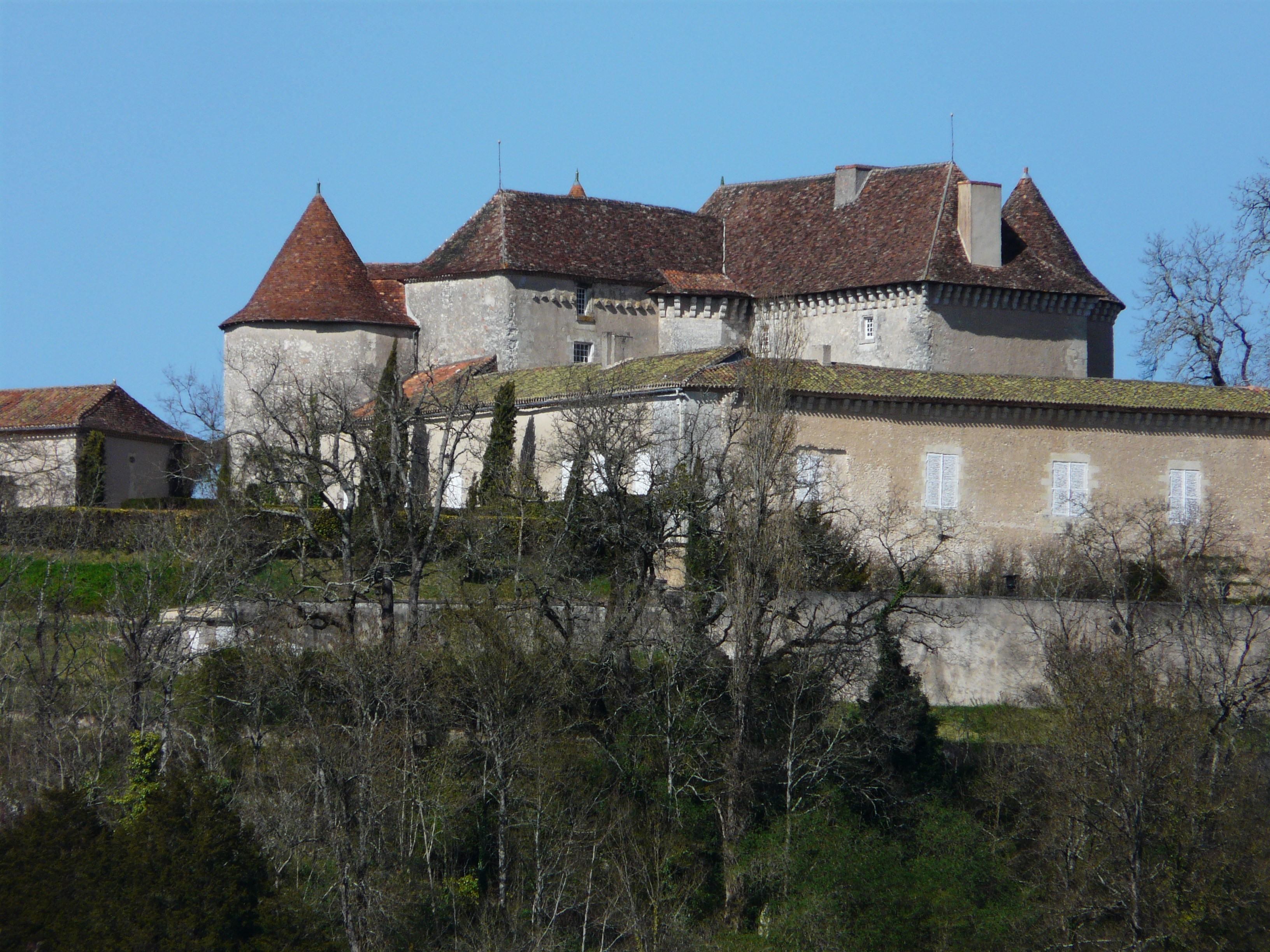
Замок Пюи-Сент-Астье
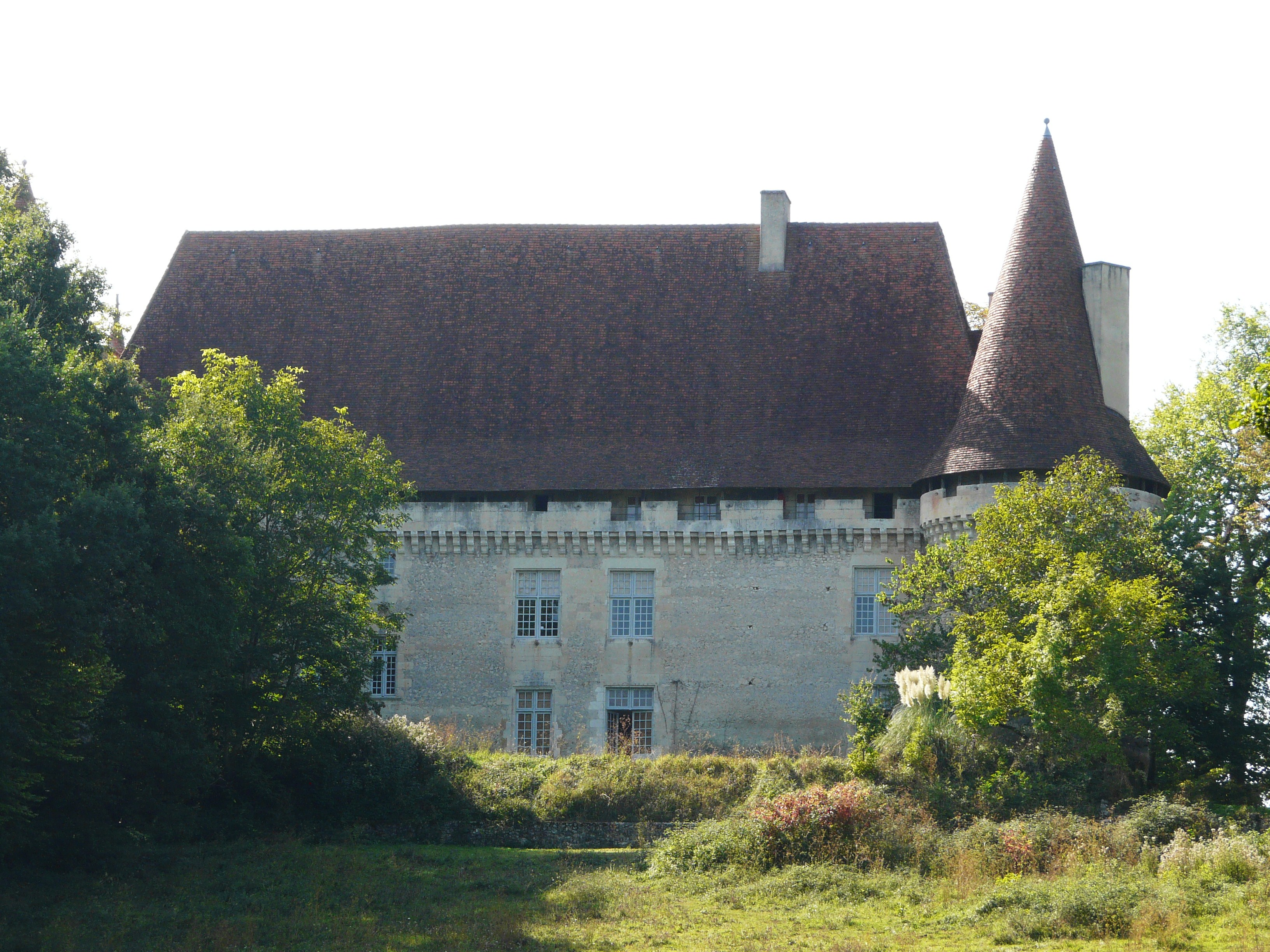
Замок Пюиферра
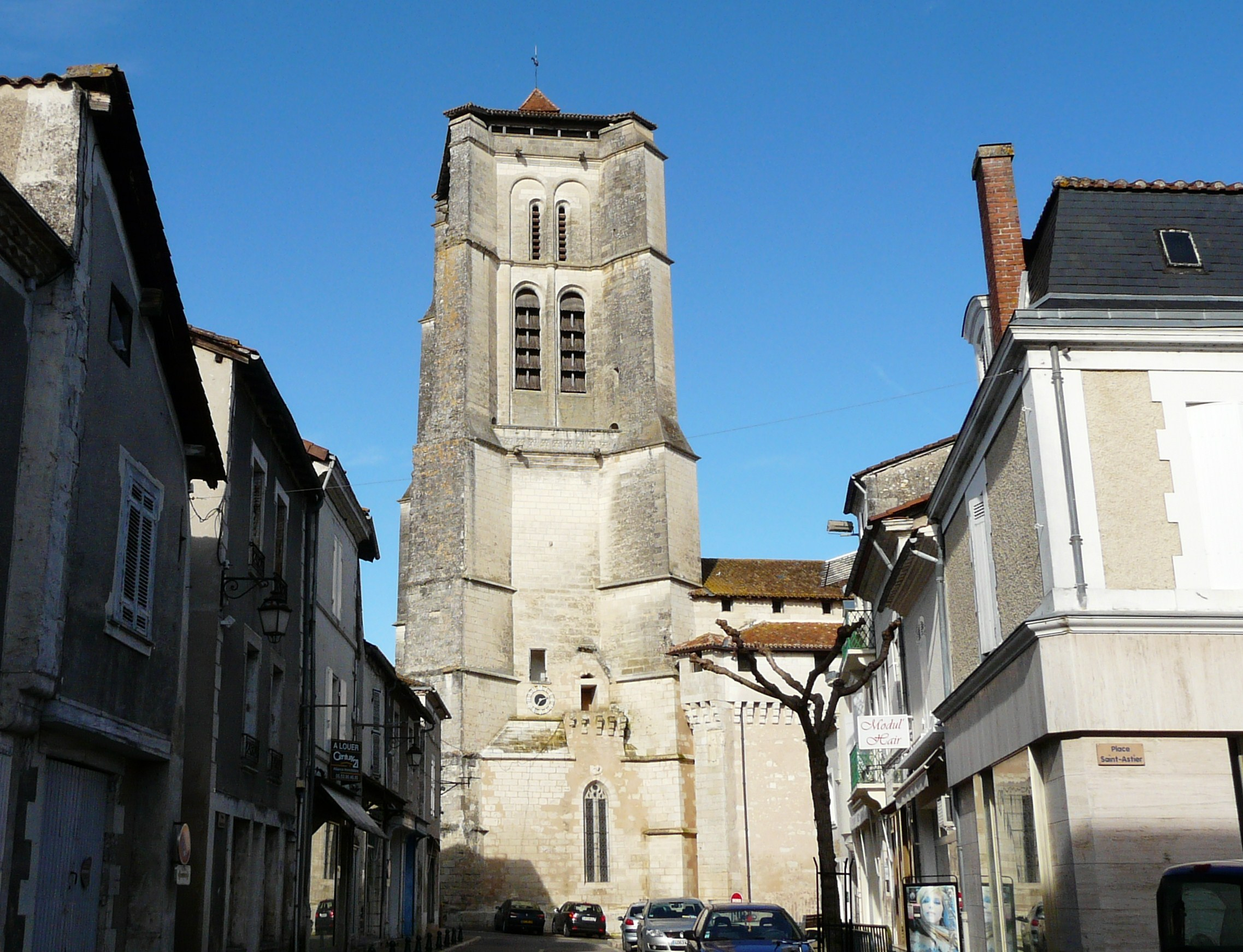
Церковь Сент-Астье
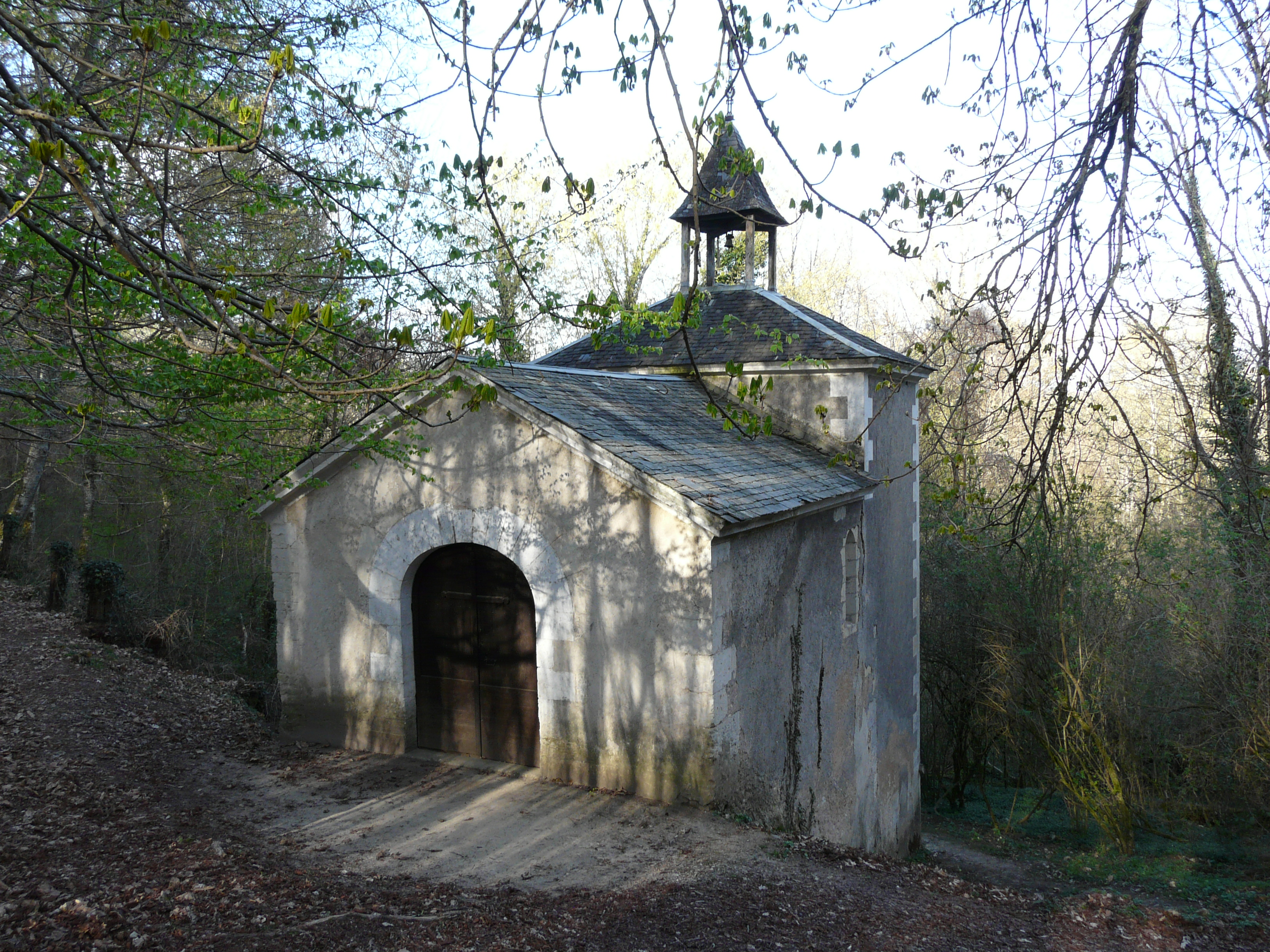
Часовня
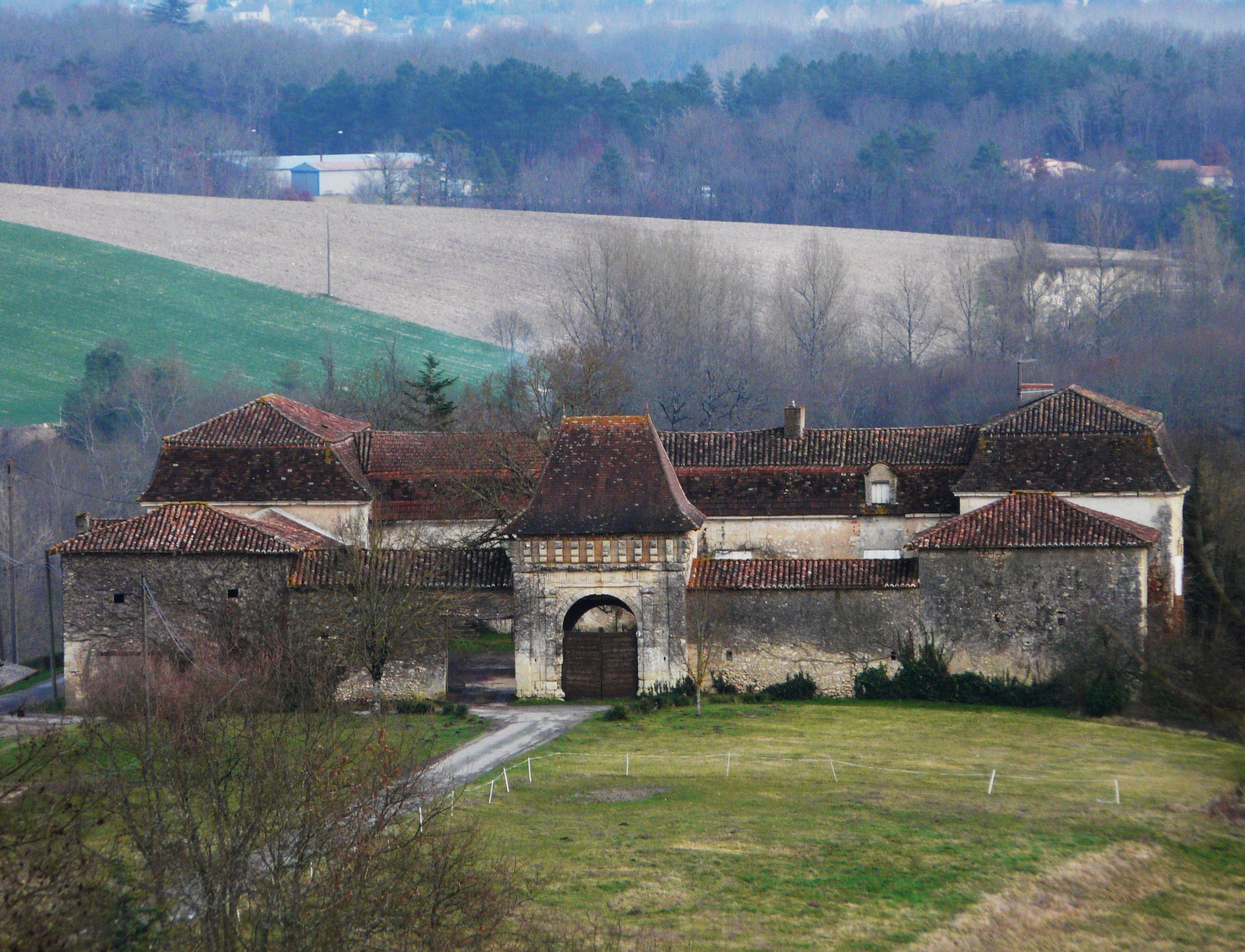
Монастырь Фареру
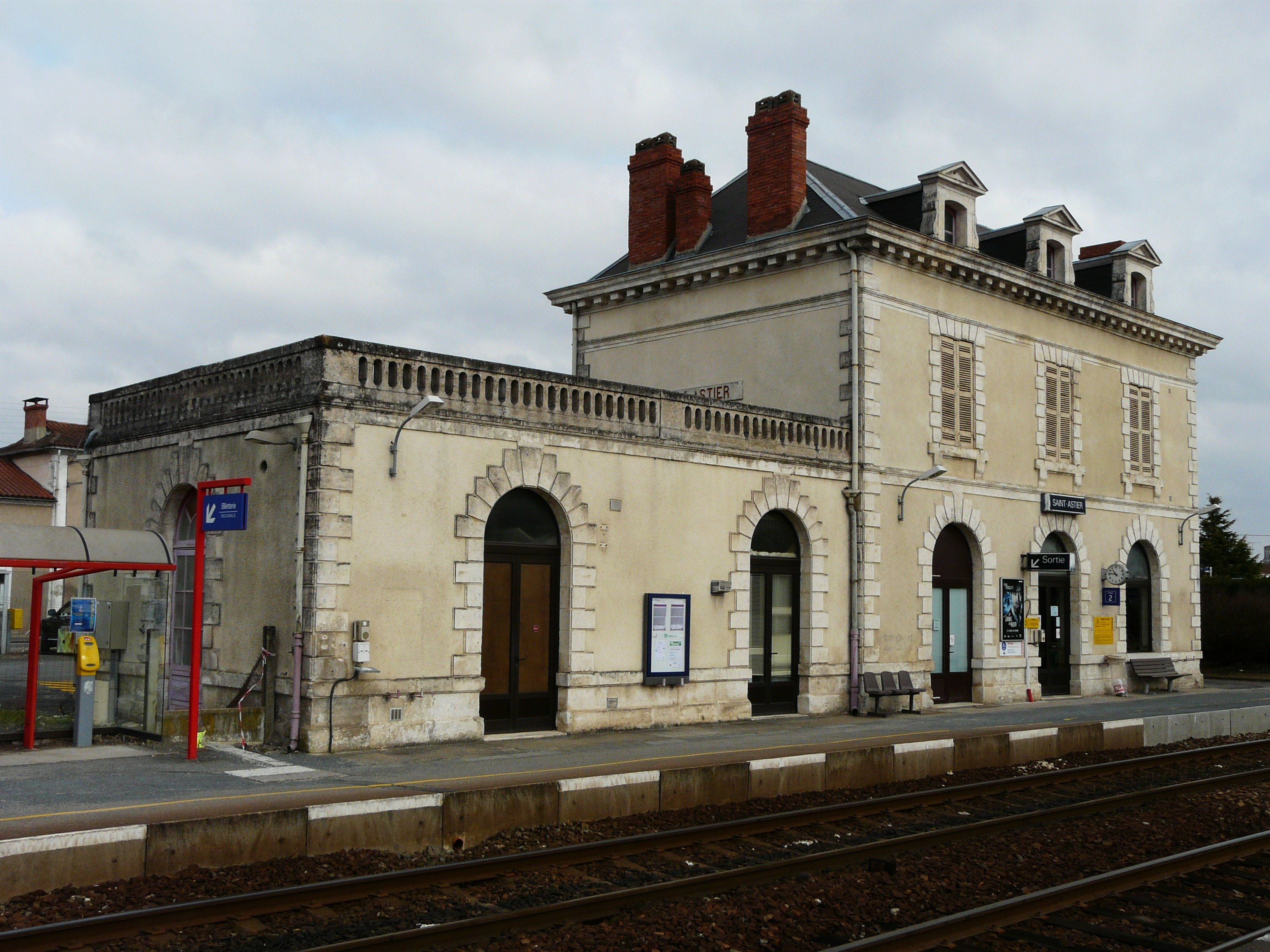
Вокзал
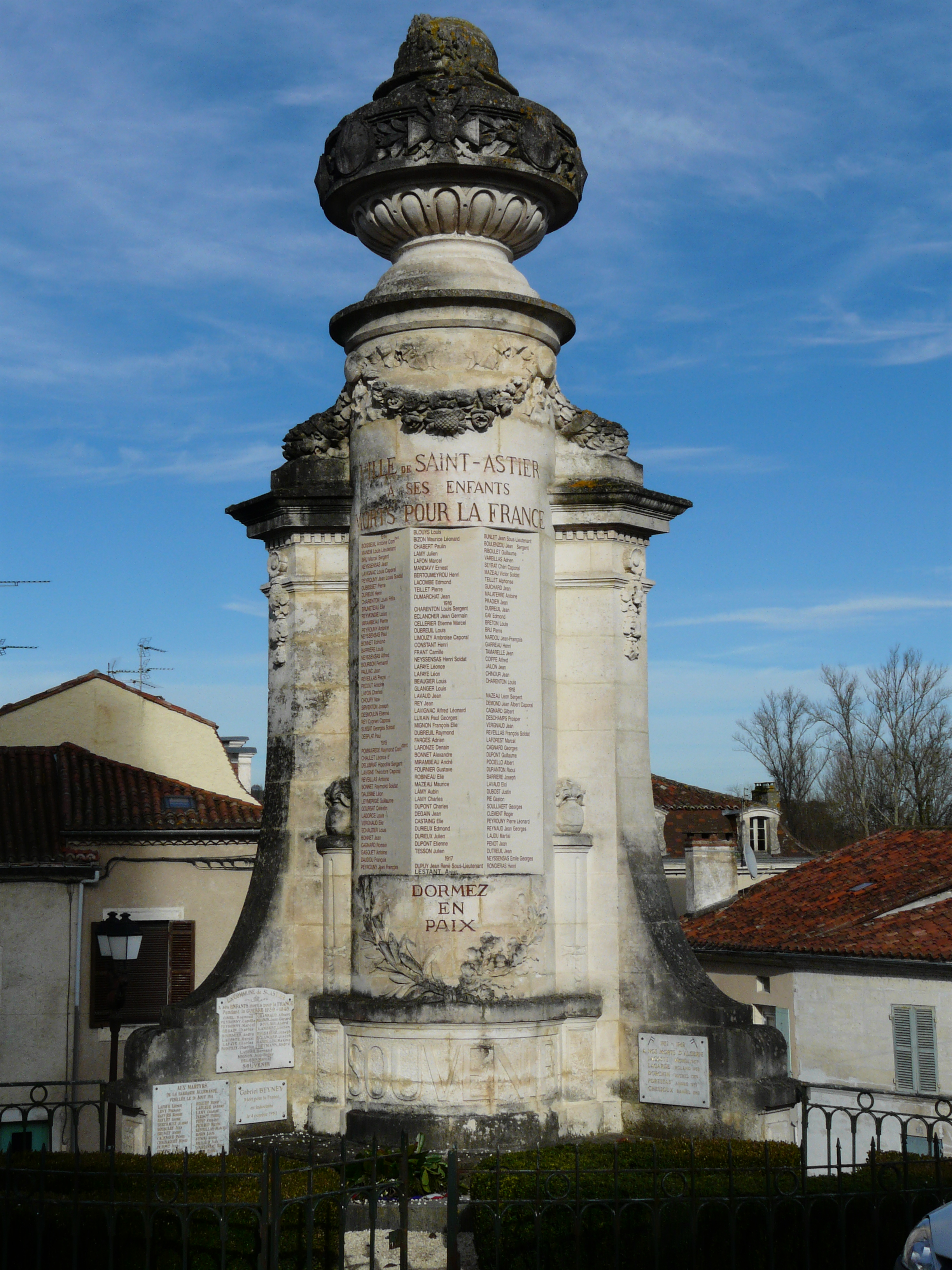
Военный мемориал
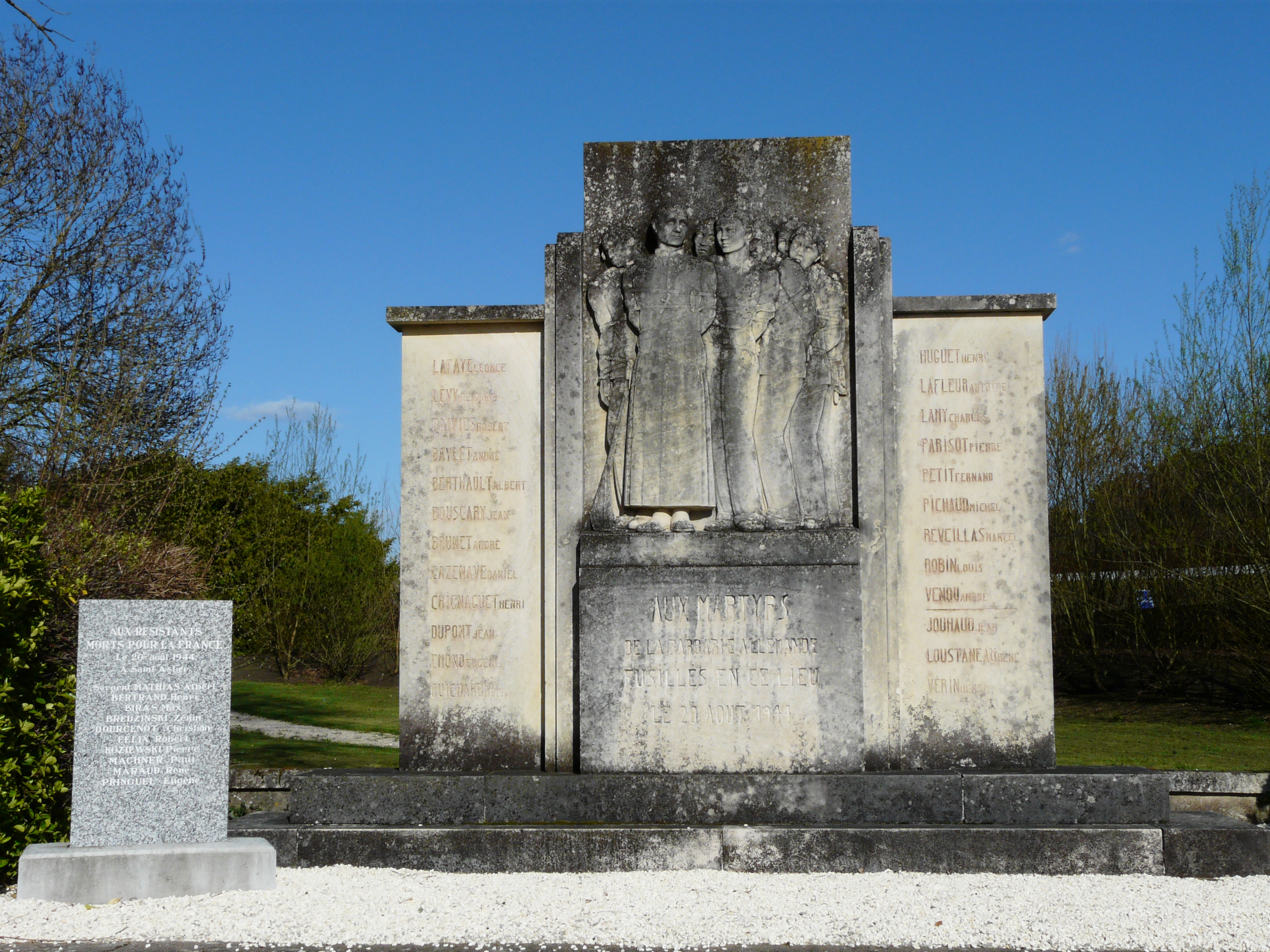
Памятник жителям, расстрелянным 20 августа 1944 года